# もしかして I LOVE YOU.
「もしかして I LOVE YOU.」（もしかして、アイ・ラブ・ユー）は、1982年8月25日に発売されたシャネルズ（後のラッツ&スター）の8枚目のシングル。

## 解説
- 表題曲、カップリング曲ともに、アルバム『SOUL SHADOWS』からのリカットシングルとしてリリースされた。
- 当時デビュー前だった鈴木雅之の姉の鈴木聖美が参加したデュエットソングとなっており、『シャネルズ+1』の名義でリリースされている。
- 1996年の再集結ライブでは鈴木聖美登場後のオープニング曲となった。

## 収録曲
両曲編曲：シャネルズ・村松邦男
1. もしかして I LOVE YOU.
  - 作詞：田代マサシ、作曲：村松邦男
2. ミッドナイト・ベイ・ブルース
  - 作詞：麻生麗二、作曲：鈴木雅之